# Liste der Biografien/Sop
Liste der Biografien |
Portal Biografien |
Personensuche
# |
A |
B |
C |
D |
E |
F |
G |
H |
I |
J |
K |
L |
M |
N |
O |
P |
Q |
R |
S |
T |
U |
V |
W |
X |
Y |
Z |
?
 
Sa |
Sb |
Sc |
Sd |
Se |
Sf |
Sg |
Sh |
Si |
Sj |
Sk |
Sl |
Sm |
Sn |
So |
Sp |
Sq |
Sr |
Ss |
St |
Su |
Sv |
Sw |
Sy |
Sz
 
Soa |
Sob |
Soc |
Sod |
Soe |
Sof |
Sog |
Soh |
Soi |
Soj |
Sok |
Sol |
Som |
Son |
Soo |
Sop |
Sor |
Sos |
Sot |
Sou |
Sov |
Sow |
Sox |
Soy |
Soz
Die Liste der Biografien führt alle Personen auf, die in der deutschsprachigen Wikipedia einen Artikel haben. Dieses ist eine Teilliste mit 191 Einträgen von Personen, deren Namen mit den Buchstaben „Sop“ beginnt.

## Sop

### Sopa
- Sopa, Kastriot (* 1992), deutscher Boxer
- Sopa, René (* 1961), französischer Akkordeonist (Weltmusik, Jazz)
- Sopajaree, Preecha (* 1951), thailändischer Badmintonspieler
- Sopanen, Jeri (1929–2008), US-amerikanischer Kameramann
- Sopanen, Vili (* 1987), finnischer Eishockeyspieler
- Soparkar, Manmohandas (1884–1952), indischer Mediziner und Parasitologe
- Sopart, Hans-Joachim (* 1950), deutscher Politiker (CDU), MdB
- Sopart, Kurt (1924–1990), deutscher Fußballspieler
- Sopatros von Apameia, spätantiker Philosoph (Neuplatoniker)

### Sopc
- Sopčić, Mihael (* 1991), kroatischer Fußballspieler

### Sope
- Sopé, Barak (* 1951), vanuatuischer Politiker und Ministerpräsident
- Sopel, Brent (* 1977), kanadischer Eishockeyspieler
- Soper, Chad (* 1991), papua-neuguineischer Cricketspieler
- Soper, Davison (* 1943), US-amerikanischer theoretischer Elementarteilchenphysiker
- Soper, Donald, Baron Soper (1903–1998), britischer Geistlicher der Methodistischen Kirche und Politiker
- Soper, Eileen (1905–1990), englische Illustratorin und Autorin
- Soper, Fred Lowe (1893–1977), US-amerikanischer Arzt
- Soper, George Albert (1870–1948), US-amerikanischer Hygieniker
- Soper, Mike (1913–2008), britischer Autor und Hochschullehrer
- Soper, Steve (* 1952), britischer Automobilrennfahrer
- Soper, Tony (1929–2024), britischer Autor, Rundfunkmacher und Naturforscher
- Soper, Tut (1910–1987), US-amerikanischer Jazzmusiker

### Soph
- Soph, Ed (* 1945), US-amerikanischer Jazzschlagzeuger und -lehrer
- Soph, Hans (1869–1954), deutscher Komponist, Mundartdichter und kunstgewerblicher Maler
- Sophainetos, Gastfreund und Stratege von Kyros dem Jüngeren
- Sophaku, Sathaphon (* 1990), liechtensteinischer Poolbillardspieler
- Sophang, Norng (* 1952), kambodschanischer Grundschullehrer
- Sophar, M. W. (1852–1925), deutscher Kriminalschriftsteller und Übersetzer
- Sopher, Bernhard (1879–1949), US-amerikanisch-deutscher Bildhauer
- Sopher, Michel (1817–1871), französischer Rabbiner
- Sopher, Sharon I., US-amerikanische Film- und Fernsehproduzentin
- Sophia, Ehefrau des oströmischen Kaisers Justin II. (565–578)
- Sophia (975–1039), Äbtissin in Gandersheim und Essen
- Sophia († 1093), Gräfin von Bar (Oberlothringen)
- Sophia (1264–1331), durch Heirat Gräfin von Waldeck
- Sophia (* 1995), deutsche Sängerin und SongwriterinSophia (* 1995)

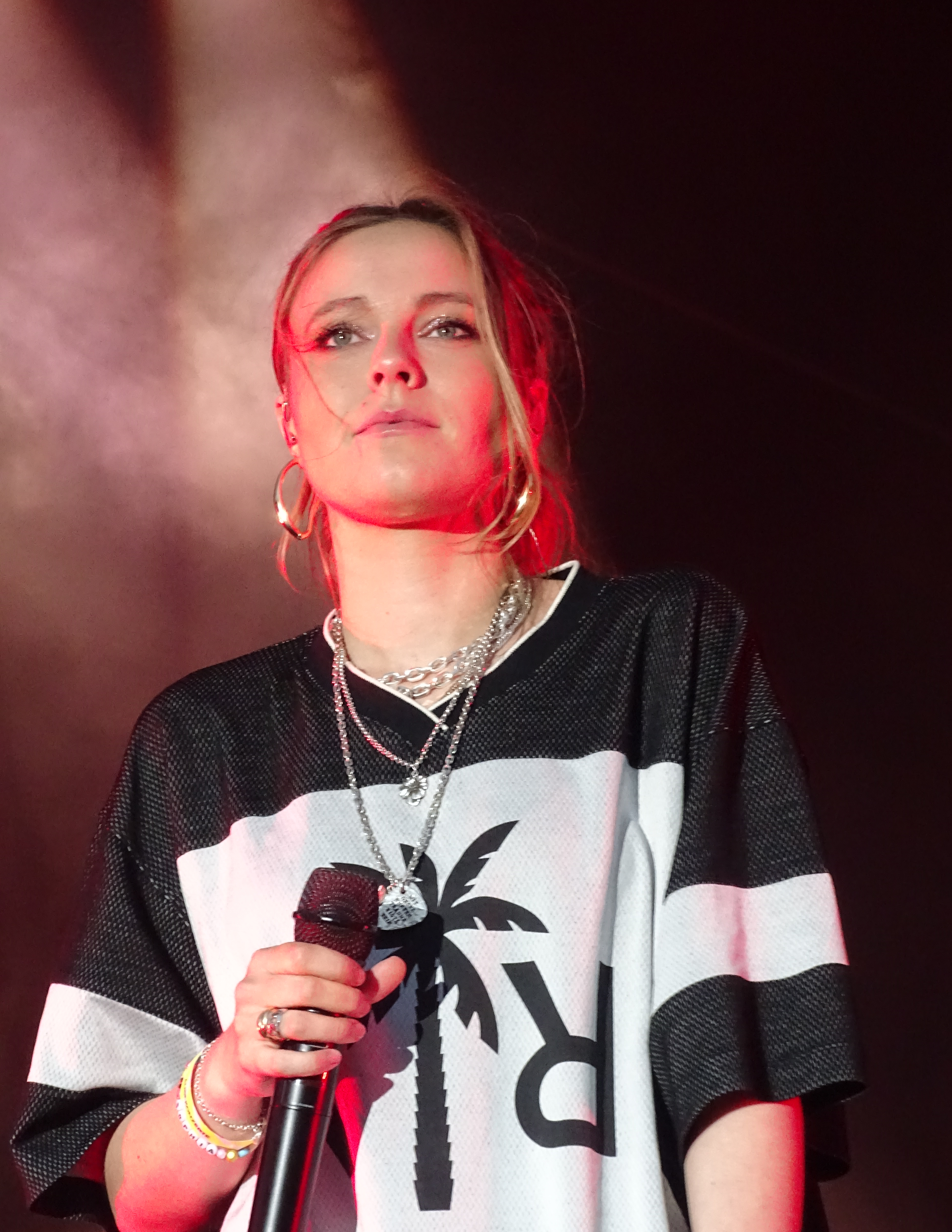
Sophia (* 1995)

- Sophia Dorothea (1658–1681), Gräfin von Stolberg-Gedern, Tochter Friedrichs von Württemberg-Neuenstadt
- Sophia Friderica (1714–1777), durch Heirat Fürstin von Hohenlohe-Barteinstein
- Sophia Hedwig von Braunschweig-Wolfenbüttel (1561–1631), Herzogin von Pommern-Wolgast
- Sophia Hedwig von Dänemark (1677–1735), Prinzessin von Dänemark und Norwegen
- Sophia Henriette von Waldeck (1662–1702), Herzogin von Sachsen-Hildburghausen
- Sophia II., Beneditinerinnenäbtissin
- Sophia Jagiellonica (1522–1575), Herzogin von Braunschweig-Lüneburg, Fürstin von Braunschweig-Wolfenbüttel
- Sophia Leopoldina (1681–1724), durch Heirat Gräfin von Hohenlohe-Bartenstein
- Sophia Louisa von Hessen-Darmstadt (1670–1758), Fürstin von Oettingen-Oettingen
- Sophia Mathilda of Gloucester (1773–1844), Mitglied der britischen Königsfamilie aus dem Haus Hannover
- Sophia von Dyhrn († 1323), Mätresse, später Herzogin von Liegnitz
- Sophia von Formbach, deutsche Königin und Gräfin von Salm
- Sophia von Griechenland (* 1938), griechische Adelige, Königin von SpanienSophia von Griechenland (* 1938)

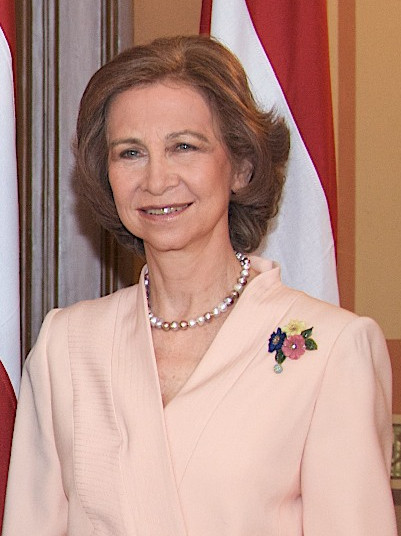
Sophia von Griechenland (* 1938)

- Sophia von Großbritannien, Irland und Hannover (1777–1848), Mitglied der Britischen Königsfamilie aus dem Haus Hannover
- Sophia von Landsberg († 1318), Ehefrau des Staufers Konradin
- Sophia von Liegnitz (1525–1546), Tochter des Herzogs Friedrich II.
- Sophia von Mailand, frühchristliche Märtyrin und Heilige
- Sophia von Masowien, polnische Prinzessin und ungarische Fürstin
- Sophia von Minden, frühchristliche Märtyrin
- Sophia von Nassau (1836–1913), Prinzessin von Nassau und durch Heirat Königin von Schweden und Norwegen
- Sophia von Pommern, Herzogin von Pommern
- Sophia von Pommern (1498–1568), Königin von Dänemark und Norwegen, sowie Herzogin von Schleswig-Holstein-Gottorf
- Sophia von Raabs, Erbtochter der Grafen von Raabs und Ehefrau von Burggraf Friedrich I. von Nürnberg-Zollern
- Sophia von Rom, frühchristliche Märtyrerin
- Sophia von Sachsen († 1244), Äbtissin im Stift St. Cyriakus in Gernrode
- Sophia von Sachsen-Weißenfels (1654–1724), Prinzessin von Sachsen-Weißenfels und -Querfurt und Fürstin von Anhalt-Zerbst
- Sophia von Sachsen-Weißenfels (1684–1752), Markgräfin von Brandenburg-Bayreuth
- Sophia von Schleswig-Holstein-Gottorf (1569–1634), Regentin von Mecklenburg-Schwerin
- Sophia von Ungarn († 1095), Markgräfin von Istrien und Krain sowie Herzogin von Sachsen
- Sophia von Wittelsbach (1170–1238), Tochter von Otto I. von Wittelsbach
- Sophia, Matthew (* 2003), niederländischer Leichtathlet aus Curaçao
- Sophianos, Nikolaos, griechischer Humanist, Kartograph und Grammatiker
- Sophie († 1504), Prinzessin von Pommern; Herzogin zu Mecklenburg
- Sophie (1944–2012), französische Chansonsängerin und Hörfunkmoderatorin
- Sophie (1986–2021), britische Musikproduzentin, Sängerin und DJ
- Sophie Adelheid in Bayern (1875–1957), bayrische Prinzessin
- Sophie Albertine von Schweden (1753–1829), Äbtissin des Stifts Quedlinburg
- Sophie Amalie von Braunschweig-Calenberg (1628–1685), Königin von Dänemark und Norwegen
- Sophie Auguste von Schleswig-Holstein-Gottorf (1630–1680), Tochter des Herzogs Friedrich III. von Schleswig-Holstein-Gottorf
- Sophie Caroline Marie von Braunschweig-Wolfenbüttel (1737–1817), Prinzessin von Braunschweig-Wolfenbüttel, Markgräfin von Brandenburg-Bayreuth
- Sophie Charlotte (1678–1749), Herzogin zu Mecklenburg in Mecklenburg-Schwerin
- Sophie Charlotte von Hannover (1668–1705), preußische KöniginSophie Charlotte von Hannover (1668–1705)

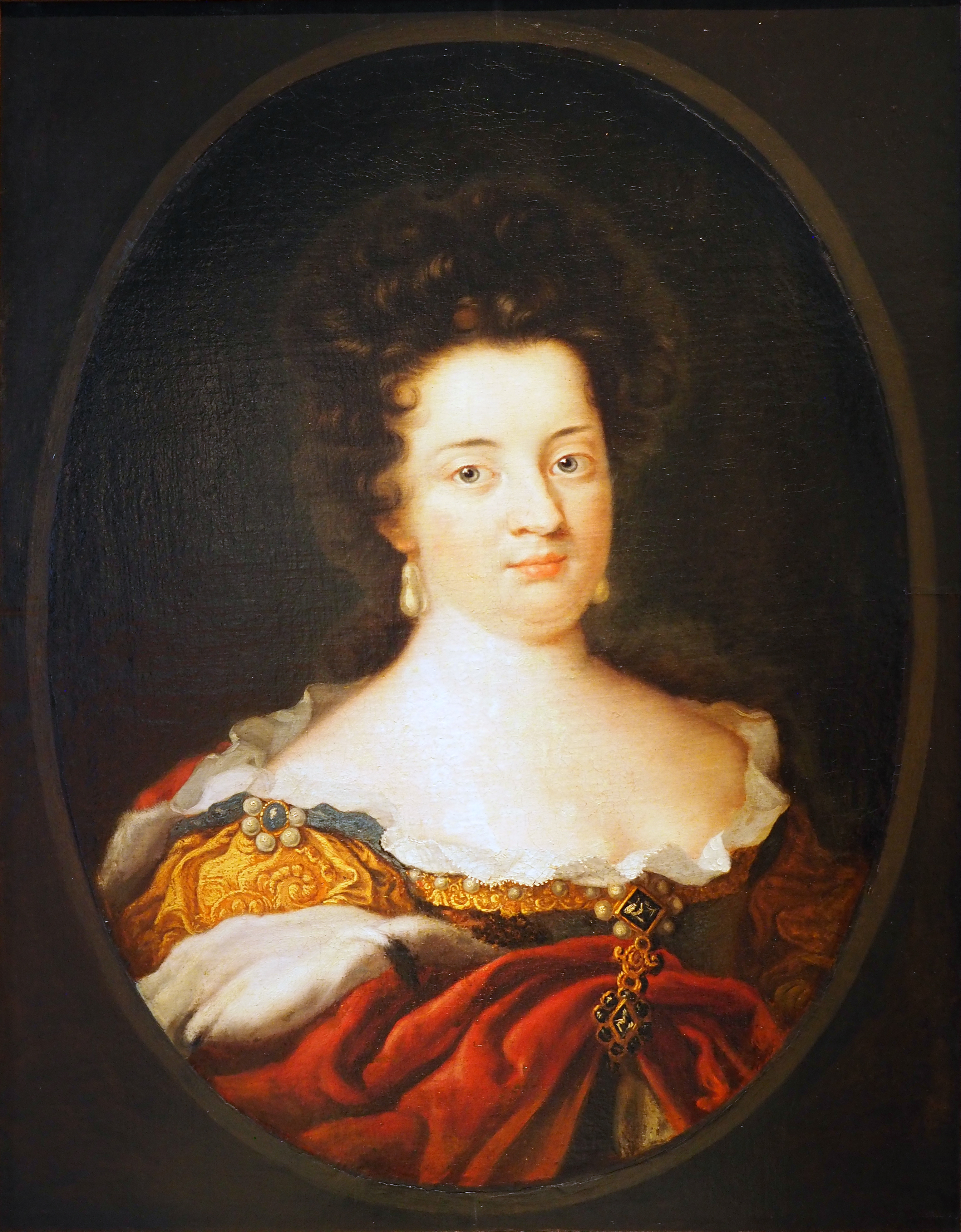
Sophie Charlotte von Hannover (1668–1705)

- Sophie Charlotte von Oldenburg (1879–1964), durch Heirat Prinzessin von Preußen
- Sophie Charlotte zu Mecklenburg-Strelitz (1744–1818), deutsche Prinzessin, Königsgemahlin von Großbritannien
- Sophie Christiane Luise von Brandenburg-Bayreuth (1710–1739), Erbprinzessin von Thurn und Taxis
- Sophie Christiane von Wolfstein (1667–1737), Gräfin von Wolfstein und durch Heirat Markgräfin von Brandenburg-Kulmbach
- Sophie Dorothea Marie von Preußen (1719–1765), Schwester Friedrichs des Großen, durch Heirat Markgräfin von Brandenburg-Schwedt
- Sophie Dorothea von Braunschweig-Lüneburg (1666–1726), Kurprinzessin von Hannover und (ab 1714) de jure Königin von England
- Sophie Dorothea von Hannover (1687–1757), Königin von Preußen und Gattin des Soldatenkönigs, Friedrich Wilhelm I. (Preußen)
- Sophie Dorothee von Württemberg (1759–1828), Kaiserin von Russland
- Sophie Eleonore Friederike von Schleswig-Holstein-Sonderburg-Augustenburg (1778–1836), deutsche Malerin
- Sophie Eleonore von Braunschweig-Wolfenbüttel-Bevern (1674–1711), Kanonissin von Gandersheim
- Sophie Eleonore von Hessen-Darmstadt (1634–1663), Landgräfin von Hessen-Homburg
- Sophie Eleonore von Sachsen (1609–1671), Prinzessin aus der albertinischen Linie des Hauses Wettin und durch Heirat Landgräfin von Hessen-Darmstadt
- Sophie Eleonore von Schleswig-Holstein-Sonderburg-Beck (1658–1744), Prinzessin der gottorpschen Line des Hauses Oldenburg
- Sophie Elisabeth von Anhalt-Dessau (1589–1622), Prinzessin von Anhalt-Dessau und durch Heirat Herzogin von Liegnitz
- Sophie Elisabeth von Brandenburg (1616–1650), Prinzessin von Brandenburg und durch Heirat Herzogin von Sachsen-Altenburg
- Sophie Elisabeth zu Mecklenburg (1613–1676), Herzogin zu Mecklenburg, Komponistin und Literaturschaffende
- Sophie Friederike von Bayern (1805–1872), Tochter von König Maximilian I. von BayernSophie Friederike von Bayern (1805–1872)

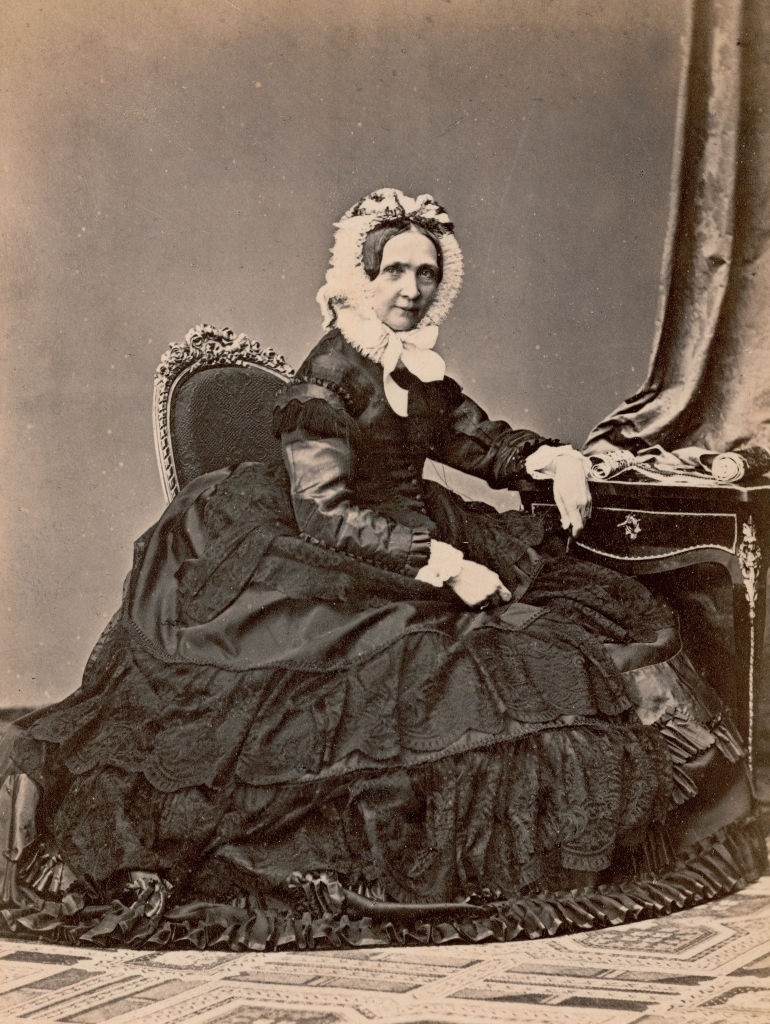
Sophie Friederike von Bayern (1805–1872)

- Sophie Friederike von Österreich (1855–1857), Erzherzogin von Österreich; im Kindesalter verstorbene Tochter Kaiser Franz Josef I.
- Sophie Friederike zu Mecklenburg (1758–1794), Herzogin zu Mecklenburg-Schwerin, Erbprinzessin von Dänemark
- Sophie Hedwig von Braunschweig-Wolfenbüttel (1592–1642), durch Heirat Gräfin von Nassau-Diez
- Sophie Hedwig von Sachsen-Merseburg (1660–1686), deutsche Adlige
- Sophie Hélène de Bourbon (1786–1787), Prinzessin von Frankreich und Navarra
- Sophie Holszańska (1405–1461), Königin von Polen und Großfürstin von Litauen
- Sophie in Bayern (1847–1897), Herzogin in Bayern, durch Heirat Herzogin von AlençonSophie in Bayern (1847–1897)

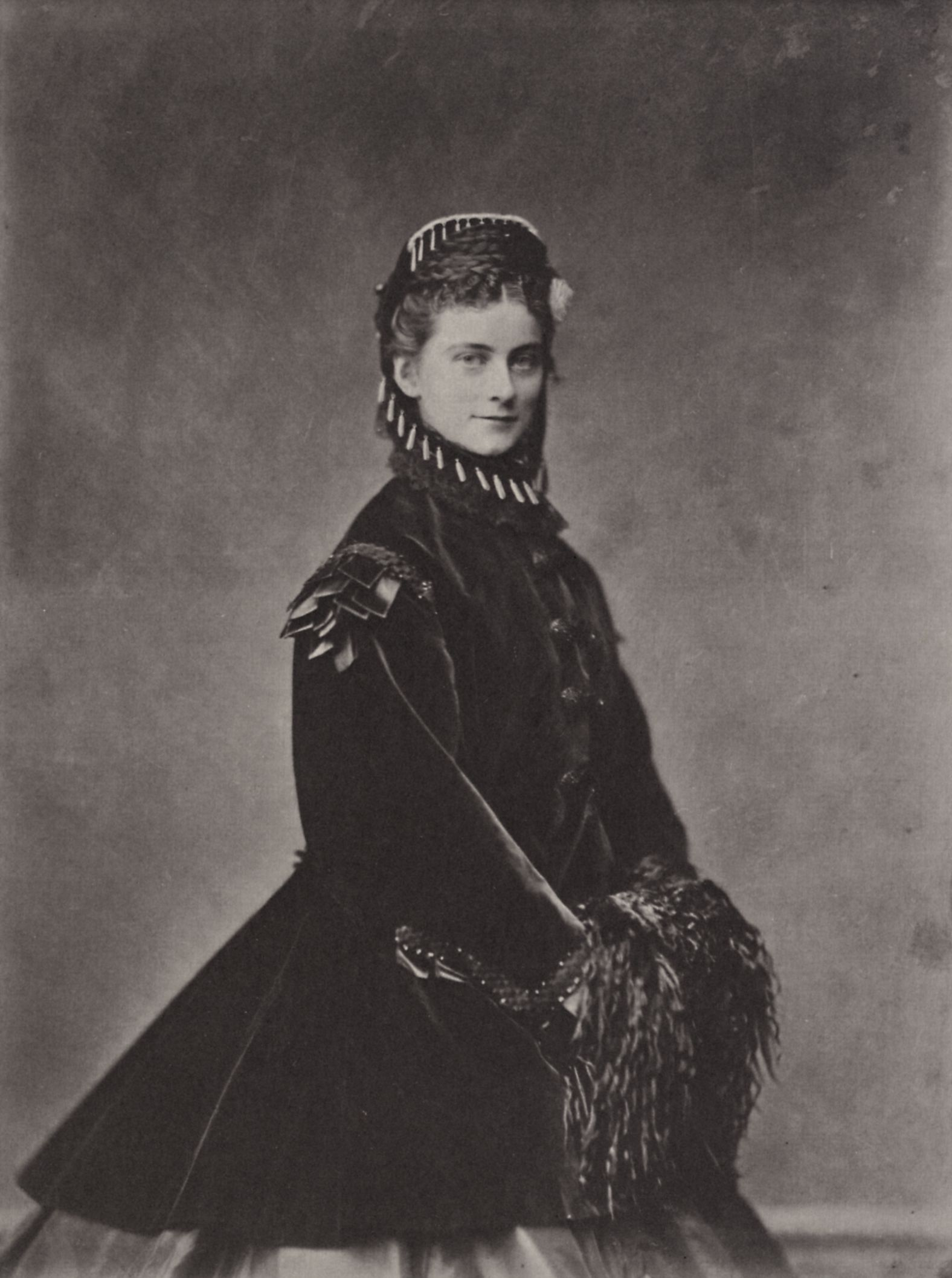
Sophie in Bayern (1847–1897)

- Sophie Karoline von Brandenburg-Kulmbach (1707–1764), Fürstin von Ostfriesland
- Sophie Luise (1685–1735), Prinzessin a.d.H. Mecklenburg-Schwerin; Herzogin zu Mecklenburg, preußische Königin (1708–1713)
- Sophie Magdalene von Brandenburg-Kulmbach (1700–1770), Königin von Dänemark
- Sophie Magdalene von Dänemark (1746–1813), Königin von Schweden
- Sophie Marie von Hessen-Darmstadt (1661–1712), Herzogin von Sachsen-Eisenberg
- Sophie von Barby (1636–1677), Fürstin von Ostfriesland
- Sophie von Bayern (1376–1428), zweite Ehefrau des römischen und böhmischen Königs Wenzel
- Sophie von Böhmen († 1195), Markgräfin von Meißen
- Sophie von Brabant (1224–1275), Herzogin von Brabant
- Sophie von Brandenburg (1541–1564), Burggräfin von Böhmen
- Sophie von Brandenburg (1568–1622), Tochter des Kurfürsten Johann Georg von Brandenburg und Gemahlin des Kurfürsten Christian I. von Sachsen
- Sophie von Brandenburg-Ansbach (1535–1587), Herzogin von Liegnitz
- Sophie von Brandenburg-Ansbach-Kulmbach (1485–1537), Prinzessin von Brandenburg-Ansbach, Herzogin von Liegnitz und Brieg
- Sophie von Braunschweig-Lüneburg (1563–1639), Markgräfin von Brandenburg-Ansbach und Brandenburg-Kulmbach
- Sophie von Braunschweig-Wolfenbüttel (1724–1802), Herzogin von Sachsen-Coburg-Saalfeld
- Sophie von der Pfalz (1630–1714), Kurfürstin von HannoverSophie von der Pfalz (1630–1714)

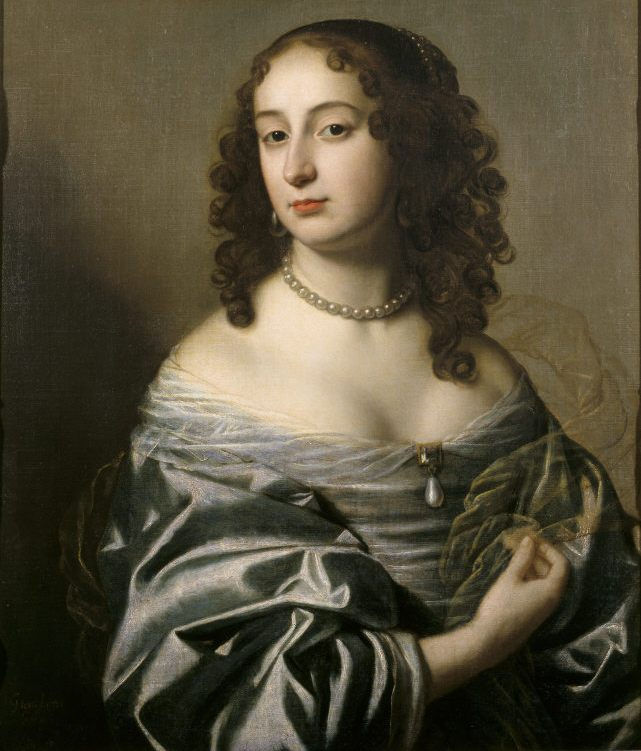
Sophie von der Pfalz (1630–1714)

- Sophie von Frankreich (1734–1782), Prinzessin von Frankreich und Navarra
- Sophie von Griechenland (1914–2001), Prinzessin von Griechenland und Dänemark
- Sophie von Hessen-Kassel (1615–1670), Gräfin zu Schaumburg-Lippe
- Sophie von Istrien († 1132), Gräfin von Andechs
- Sophie von Looz († 1065), erste Gemahlin von Géza I. von Ungarn
- Sophie von Mecklenburg (1481–1503), Herzogin zu Mecklenburg, durch Heirat Herzogin von Sachsen
- Sophie von Mecklenburg (1557–1631), Gemahlin von König Friedrich II. von Dänemark, Herzogin von Mecklenburg, Königin in Dänemark und Norwegen
- Sophie von Oranien-Nassau (1824–1897), Prinzessin der Niederlande, Großherzogin von Sachsen-Weimar-Eisenach
- Sophie von Pommern († 1406), Herzogin zu Braunschweig und Lüneburg
- Sophie von Preußen (1870–1932), Königin von GriechenlandSophie von Preußen (1870–1932)

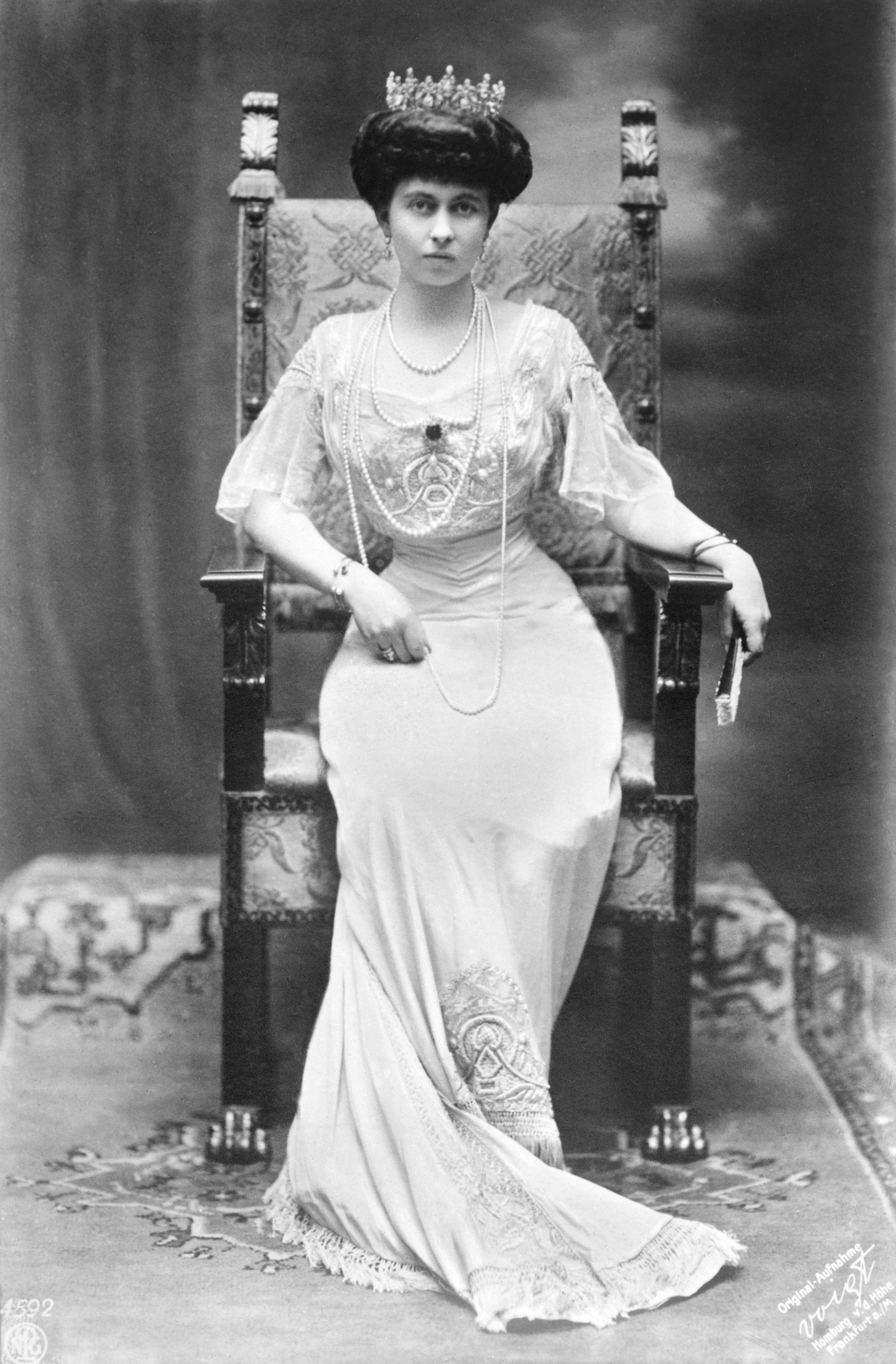
Sophie von Preußen (1870–1932)

- Sophie von Sachsen (1587–1635), sächsische Prinzessin aus dem Haus der albertinischen Wettiner und durch Heirat Herzogin von Pommern-Stettin
- Sophie von Sachsen (1845–1867), Prinzessin von Sachsen, Herzogin in Bayern
- Sophie von Sachsen-Coburg-Saalfeld (1778–1835), Prinzessin von Sachsen-Coburg-Saalfeld und durch Heirat Gräfin von Mensdorff-Pouilly
- Sophie von Sachsen-Hildburghausen (1760–1776), Herzogin von Sachsen-Coburg-Saalfeld
- Sophie von Sachsen-Lauenburg († 1473), Prinzessin von Sachsen-Lauenburg sowie Herzogin und Regentin der Herzogtümer Jülich und Berg (1456–1473)
- Sophie von Weichselburg († 1256), Gräfin von Stein (in Oberkrain) und Markgräfin von Istrien-Krain
- Sophie von Weimar-Orlamünde, Gräfin von Weimar-Orlamünde
- Sophie von Winzenburg (1105–1160), Markgräfin von Brandenburg
- Sophie von Württemberg (1818–1877), Königin der Niederlande (1849–1877)
- Sophie Wilhelmine von Brandenburg-Kulmbach (1714–1749), Fürstin von Ostfriesland
- Sophie Wilhelmine von Ostfriesland (1659–1698), ostfriesische Prinzessin, Landgräfin von Hessen-Butzbach, Herzogin von Oels
- Sophie Wilhelmine von Sachsen-Saalfeld (1693–1727), Fürstin von Schwarzburg-Rudolstadt
- Sophie Wilhelmine von Schleswig-Holstein-Gottorf (1801–1865), Herzogin von Holstein-Gottorf, Großherzogin von Baden
- Sophie zu Löwenstein-Wertheim-Rosenberg (1809–1838), deutsche Prinzessin und Fürstin des Fürstentums Reuß älterer Linie
- Sophie, Christopher Jonathan (* 1991), mauritischer Kugelstoßer
- Sophie, Duchess of Edinburgh (* 1965), britische Adlige, Ehefrau von Prince Edward, Duke of EdinburghSophie, Duchess of Edinburgh (* 1965)

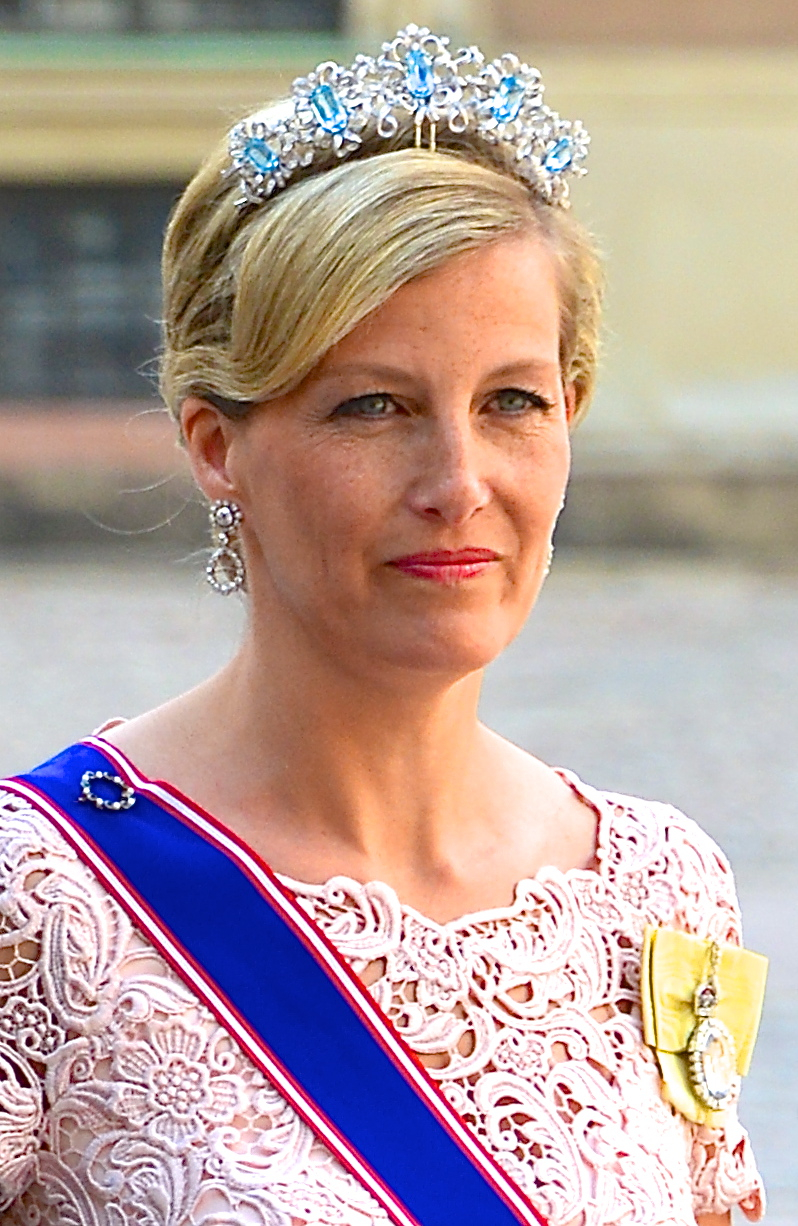
Sophie, Duchess of Edinburgh (* 1965)

- Sophilos, attischer Töpfer und Vasenmaler des schwarzfigurigen Stils
- Sophocleous, Sophocles (* 1962), zypriotischer Politiker (Kinima Sosialdimokraton), MdEP
- Sophokles (* 496 v. Chr.), klassischer griechischer Dichter
- Sophokles, Evangelinos Apostolides (1807–1883), griechisch-US-Amerikanischer Gräzist
- Sophonisbe, karthagische Frau, Tochter des Feldherrn Hasdrubal (Sohn Gisgos)
- Sophonpong, Chainarong (* 1944), thailändischer Radrennfahrer
- Sophron, griechischer Dichter
- Sophronios II., orthodoxer Patriarch von Jerusalem (der Tradition zufolge 1040–1059)
- Sophronios III. von Jerusalem, griechischer Patriarch von Jerusalem
- Sophronios von Kilis († 1780), orthodoxer Patriarch von Jerusalem und von Konstantinopel
- Sophroniskos, Vater des athenischen Philosophen Sokrates
- Sophronius von Jerusalem (* 560), Patriarch von Jerusalem
- Sophronius von Wraza (1739–1813), bulgarischer Historiker und Schriftsteller
- Sophy (* 1950), puerto-ricanische Sängerin

### Sopi
- Sopi, Baskim (* 1972), nordmazedonischer Fußballspieler
- Sopi, Mark (1938–2006), kosovarischer Bischof der römisch-katholischen Kirche
- Sopić, Željko (* 1974), kroatischer Fußballspieler und -trainer
- Sopilka, Myroslawa (1897–1937), ukrainische Dichterin und Schriftstellerin
- Sopin, Leonid Wiktorowitsch (1943–2010), russischer beziehungsweise sowjetischer Agrar- und Jagdwissenschaftler
- Sopita Tanasan (* 1994), thailändische Gewichtheberin

### Sopk
- Sopkiw, Michael (* 1954), US-amerikanischer Schauspieler
- Sopko, Jan (* 1968), tschechischer Fußballspieler

### Sopo
- Sopoaga, Enele (* 1956), tuvaluischer Vorsitzender der Allianz der kleinen Inselstaaten
- Sopoanga, Saufatu (1952–2020), tuvaluischer Politiker
- Sopoćko, Michał (1888–1975), Beichtvater und geistlicher Begleiter der heiligen Faustyna Kowalska
- Sopolis, makedonischer Reiteroffizier
- Soponwit Rakyart (* 2001), thailändischer Fußballspieler
- Šopov, Aco (1923–1982), jugoslawischer bzw. mazedonischer Autor

### Sopp
- Sopp, Monty (* 1963), US-amerikanischer WrestlerMonty Sopp (* 1963)

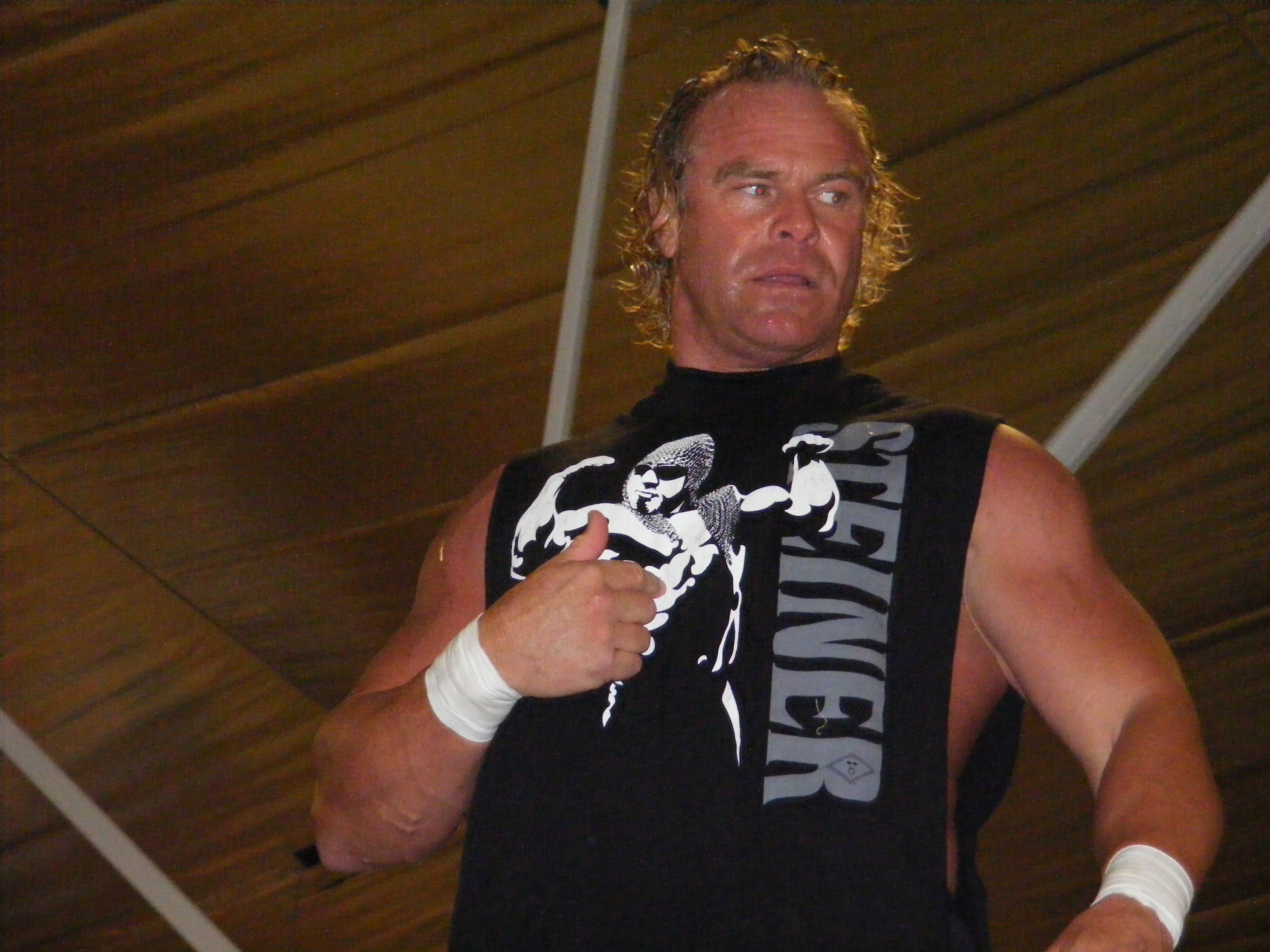
Monty Sopp (* 1963)

- Sopp, Udo (1934–2024), deutscher evangelischer Geistlicher und Fußballfunktionär
- Soppa, Josefine (* 1988), deutsche Autorin
- Soppa, Pia (* 1997), deutsche Schauspielerin
- Sopper, Günter (* 1948), österreichischer Musiker, Lyriker, Komponist und Dirigent
- Sopper, Josef Muff (* 1958), österreichischer Musiker
- Soppi, Martín (* 1987), uruguayischer Fußballschiedsrichterassistent
- Soppy, Brandon (* 2002), französisch-ivorischer Fußballspieler

### Sopr
- Sopracordevole, Gino (1904–1995), italienischer Ruderer
- Sopranetti, Reto (* 1964), Schweizer Manager
- Soprani, Paolo (1844–1918), italienischer Instrumentenbauer
- Soprano (* 1979), französischer RapperSoprano (* 1979)

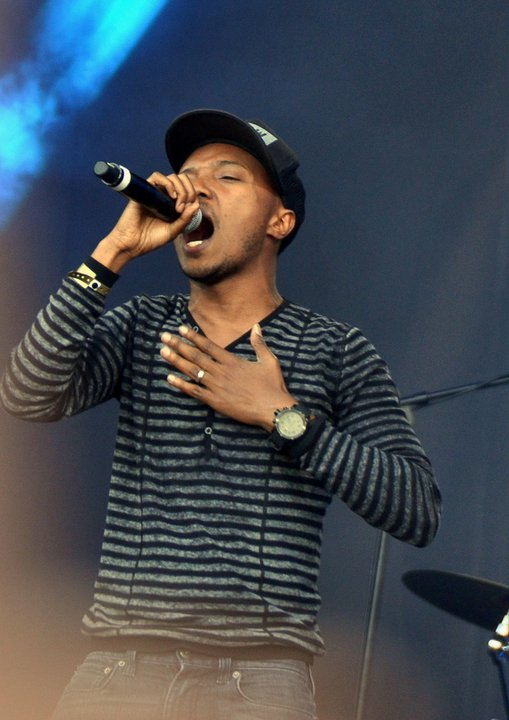
Soprano (* 1979)

- Soproni, Ferenc (1943–2021), ungarischer Fußballspieler
- Soproni, József (1930–2021), ungarischer Komponist
- Soproni, Sándor (1926–1995), ungarischer Provinzialrömischer Archäologe
- Soprunowa, Anastassija (* 1986), kasachische Hürdenläuferin

### Sopt
- Sopta, Stanko (* 1966), kroatischer General

### Sopw
- Sopwith, Thomas (1888–1989), britischer Flugpionier, Unternehmer und Segelsportler

### Sopy
- Šopys, Česlovas (1910–1943), litauischer Fußballspieler